# Патиченко Галина Олександрівна
Патиченко Галина Олександрівна (нар. 6 травня 1939 року) — український географ-картограф, фотограмметрист, кандидат технічних наук, доцент Київського національного університету імені Тараса Шевченка.

## Біографія
Народилася 6 травня 1939 року в Туркменістані у місті Ашгабаті. Закінчила 1966 року кафедру геодезії та картографії географічного факультету Київського державного університету. Працювала в лабораторії аерометодів науково-дослідної частини Київського університету. З 1968 року працювала асистентом на кафедрі інженерної геодезії Київського інженерно-будівельного інституту. У Київському університеті працює 1976 року старшим науковим співробітником лабораторії аерометодів і за сумісництвом старшим викладачем кафедри геодезії та картографії, 1980—2000 року доцент. Кандидатська дисертація «Теоретичні та експериментальні дослідження застосування фотограмметрії в архітектурі» захищена 1974 року. Читала нормативні курси: «Аерокосмічні методи географічних досліджень», «Фотограмметрія», «Основи дешифрування аерокосмічних знімків».

## Наукові праці
Сфера наукових досліджень: аерокосмічні методи в географічних дослідженнях довкілля.
Автор понад 50 наукових праць. Основні праці:
1. (рос.) Аэрокосмические методы географических исследований. — К., 1987 (у співавторстві).
2. (рос.) Топография с основами геодезии: Учебник. — К., 1986 (у співавторстві).
3. Топографія з основами геодезії: Підручник. — К., 1995 (у співавторстві).
4. Прикладная фотограмметрия. — К., 1993 (у співавторстві).